# Santa Bárbara (título cardenalicio)
Santa Bárbara fue un título cardenalicio de la Iglesia católica, instituido por el papa Julio III el 4 de diciembre de 1551 y suprimido por el papa Sixto V en 1587. Se encontraba en la iglesia de Santa Bárbara, de origen muy antiguo, esta recogida en el Catálogo del Camerario Cencio de 1192. La parroquia fue suprimida por Clemente VII.

## Titulares
- Giovanni Andrea Mercurio (4 de diciembre de 1551 - 18 de agosto de 1553)
- Pierdonato Cesi (9 de junio de 1570 - 16 de junio de 1570)
- Gaspar de Zúñiga y Avellaneda (16 de junio de 1570 - 30 de enero de 1571)